# Kristina Adolphson

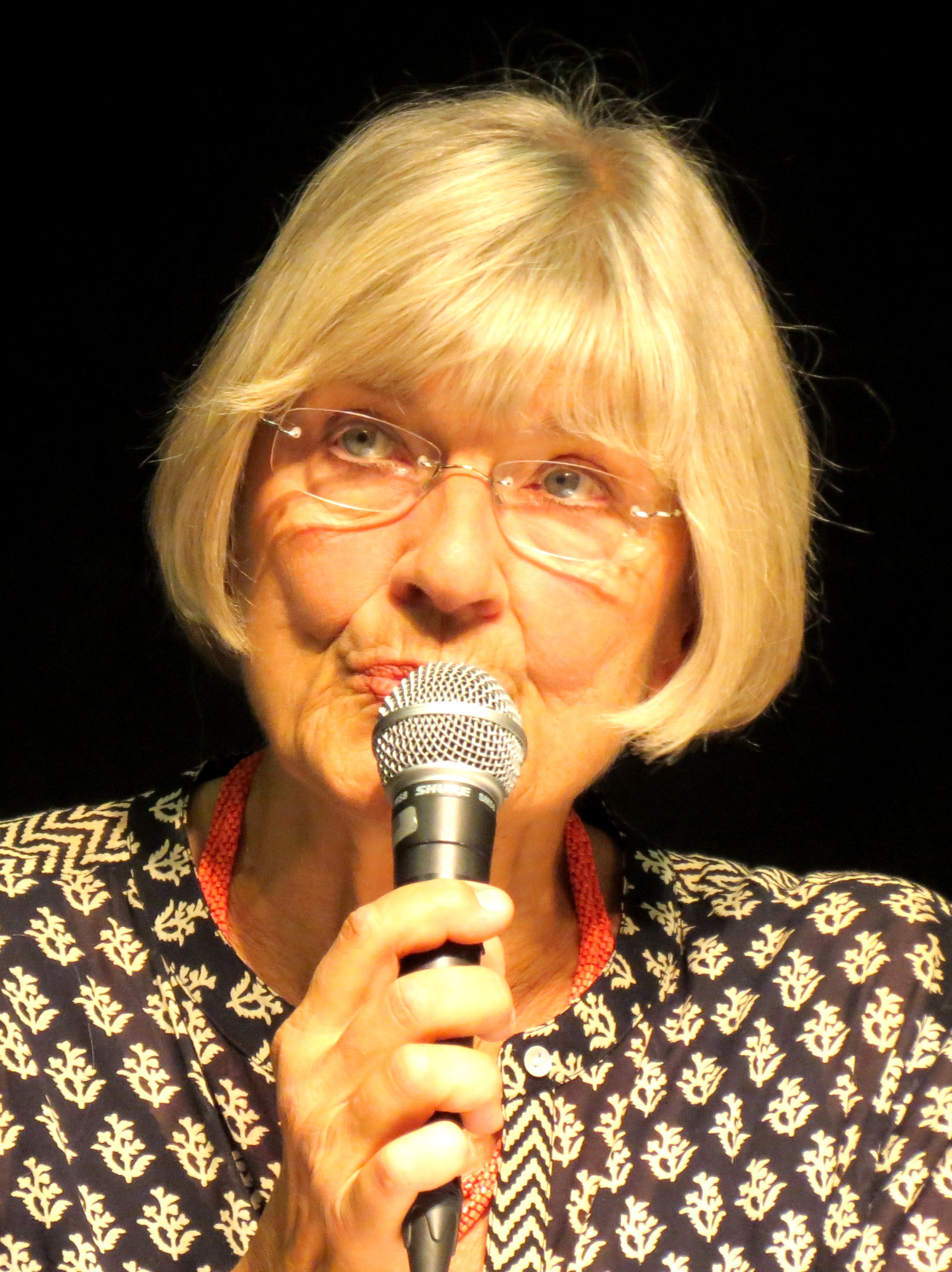
Kristina Adolphson im Jahr 2014

Kristina Margareta Adolphson (* 2. September 1937 in Stockholm) ist eine schwedische Theater- und Filmschauspielerin. 

## Leben
Kristina Adolphson wurde 1937 als Tochter des Filmschauspielers Edvin Adolphson und der Theaterschauspielerin Mildred Mehle geboren. Ihr Bruder war der Liedermacher Olle Adolphson.
Im Jahr 1954 begann sie ein Theater- und Schauspielstudium. 1960 spielte sie in Das Teufelsauge. Ab 1962 arbeitete sie am schwedischen Königlichen Dramatischen Theater in Stockholm. Ihre erste TV-Serie war Nära livet (Für das Leben lernen). 
Adolphson war von 1959 bis 1989 mit dem Schauspieler Erland Josephson verheiratet. Auch ihre Kinder Ludvig (* 1963) und Fanny Josephson (* 1967) sind Schauspieler. Sie lebt derzeit in Stockholm.

## Filmografie (Auswahl)
- 1951: Sie tanzte nur einen Sommer (Hon dansade en sommar)
- 1953: Leben eines Jungen (Vingslag i natten)
- 1954: Steuerfreier Andersson (Skattefria Andersson)
- 1955: Tanzsalon (Danssalongen)
- 1955: Das Einhorn (Enhörningen)
- 1956: Halbes Meer (Blånande hav)
- 1956: Bretter, die die Welt bedeuten (Sceningång)
- 1958: Nahe dem Leben (Nära livet)
- 1960: Das Teufelsauge (Djävulens öga)
- 1961: Der Lustgarten (Lustgården)
- 1964: Heinrich IV. (Henrik IV.)
- 1976: Von Angesicht zu Angesicht (Ansikte mot ansikte)
- 1977: Für das Leben lernen (Lära för livet)
- 1980: Marmeladenaufstand (Marmeladupproret)
- 1981: Die Phantome sind überall auf der Erde – Du musst sie finden (Du måste förstå att jag älskar Fantomen)
- 1982: Fanny und Alexander (Fanny och Alexander)
- 1983: Die Großmutter und der Herr (Farmor och vår Herre)
- 2003: Der Tram fällt auf (Askungen 2 – Drömmen slår)
- 2007: Der Traum fällt auf – Fortsetzung (Askungen 3 – Drömmen slår)